# 萧国梁
萧国梁，字挺之，福建福州永福县岭路乡翀峰村（现永泰县岭路乡陈山村）人，南宋状元。

## 生平
南宋乾道二年（1166年）殿试擢进士第一。萧国梁原本是当科的榜眼，状元本是宋朝皇族的赵汝愚，但赵汝愚因已列官籍，朝廷为选拔民间人才起见，将萧国梁升为榜首。萧国梁在殿试时有“名传玉陛星辰晓，泽沛金芝雨露春”的诗句，在谢恩奏章又写道：“豫龙飞之选，淮安序次已当先；无汗马之劳，酇侯何功而居上”，以汉代萧何擢韩信之首功来比喻自己原属第二名却忝居状元，因比喻得体对仗工整而流传于世。
历任著作郎、太子侍讲兼礼部郎中、朝奉郎、广东通判，知漳州。

## 纪念
萧国梁去世后被祀于其家乡永福的乡贤祠中。

## 著作
萧国梁著有文集十一种，都已失传。